# هدهد درختی
هدهدهای درختی یا هدهدهای جنگلی (نام علمی: Phoeniculidae) نام یک تیره از رده پرنده است.

## گونه‌ها
- نوک‌شمشیری‌ها
  - نوک‌شمشیری حبشی Rhinopomastus minor
  - نوک‌شمشیری سیاه Rhinopomastus aterrimus
  - نوک‌شمشیری معمولی Rhinopomastus cyanomelas
- هدهدهای درختی
  - هدهد درختی بنفش Phoeniculus damarensis
  - هدهد درختی جنگلی Phoeniculus castaneiceps
  - هدهد درختی سبز Phoeniculus purpureus
  - هدهد درختی سرسفید Phoeniculus bollei
  - هدهد درختی نوک‌سیاه Phoeniculus somaliensis